# Boucles Cyclistes du Sud Avesnois
Les Boucles Cyclistes du Sud Avesnois sont une course cycliste française qui se déroule au printemps au canton de Trélon, dans le département du Nord. Créée en 2004, elle est organisée sur une journée par le COC Wallers-en-Fagne et propose un contre-la-montre ainsi qu'une étape en ligne. 
De 2008 à 2018, la compétition est réservée aux cyclistes juniors (moins de 19 ans). 

## Présentation
La course est créée en 2004 par le Vélo Club d'Avesnes-sur-Helpe sous le nom de Boucles du Canton de Trélon. Elle est disputée par des cyclistes régionaux et départementaux jusqu'en 2007. À plusieurs reprises, elle figure au programme de la Coupe de France juniors (ex Challenge national juniors). En 2015, elle sert de parcours pour le championnat inter-régional cadets. Elle prend son appellation actuelle en 2016.
En 2019, les Boucles constituent une manche de la Coupe de France DN2.

## Palmarès
| Année                             | Vainqueur            | Deuxième          | Troisième          |
| --------------------------------- | -------------------- | ----------------- | ------------------ |
| Boucles du Canton de Trélon       |                      |                   |                    |
| 2004                              | Régis Vanderhaegen   | Philippe Pratte   | Steven Tronet      |
| 2005                              | Arnaud Dequeker      | Philippe Rousseau | Didier Rousseau    |
| 2006                              | Adrien Robert        |                   |                    |
| 2007                              | Clément Demade       | Fabien Béhague    | Baptiste Masson    |
| 2008                              | Romain Bacon         | Wilco Kelderman   | Thibaut Pinot      |
| 2009                              | Kévin Labèque        | Jonathan Breyne   | Alexandre Billon   |
| 2010                              | Olivier Le Gac       | Émilien Viennet   | Anthony Haspot     |
| 2011                              | Bob van den Hengel   | Loïck Lebouvier   | Luca Schrijen      |
| 2012                              | Élie Gesbert         | Fabien Grellier   | Aurélien Lionnet   |
| 2013                              | Valentin Madouas     | Benjamin Thomas   | Clément Barbeau    |
| 2014                              | Corentin Ermenault   | Jérémy Defaye     | Louis Louvet       |
| 2015                              | Corentin Degrutère   | Hugo Roussel      | Hugo Pouillard     |
| Boucles Cyclistes du Sud Avesnois |                      |                   |                    |
| 2016                              | Clément Davy         | Émilien Jeannière | Mathieu Burgaudeau |
| 2017                              | Théo Nonnez          | Gauthier Maertens | Lucas Meunier      |
| 2018                              | Casper van Uden      | Donavan Grondin   | Victor Guernalec   |
| 2019                              | Baptiste Gourguechon | Robin Stenuit     | Axel Larenaudie    |